# Hatiora gaertneri
A Hatiora gaertneri egy széles körben termesztett dísznövény, egyike a köznyelv által húsvéti kaktusznak hívott kaktuszok közül. Sokan (régi nevén) Schlumbergera gaertneri néven ismerik, mely még Britton és Rose The Cactaceae c. munkájából származik.

## Elterjedése és élőhelye
Brazília: Paraná, Santa Catarina államok, epifitikus a lombhullató atlanti erdőkben, 350–1300 m tengerszint feletti magasságban. A Minas Gerais és Sao Paulo államokból származó észlelések minden bizonnyal tévesek.

## Jellemzői
A növény erősen elágazó habitusú, a terminális hajtásrészek gyakran lecsüngők. A szárszegmensek laposak, néha 3-6 élűek, 50 mm hosszúak, néha elérik a 70 mm hosszt is, szélesek, sötétzöldek, csupán a szegmensek élein jelenik meg vöröses árnyalat. Areolái kicsik, fehéren gyapjasak, néhány sárga sörtével. 1-3 virága a fiatal szárszegmensek disztális részén fejlődik, 40 mm hosszúak, skarlátvörösek. A pericarpium többnyire 5 bordával tagolt 12 mm hosszú, köldökkel illeszkedik a virágtölcsér alsó részéhez. A bibeszál 15 mm hosszú, 6 lobusban végződik, világos rózsaszínű. Termése vörös, megnyúlt, 15 mm hosszú, csúcsán benyomott. Néha a szárszegmensek erősen bordázottak lehetnek, az areolák pedig 7 vagy több tövist hordozóak, csoportosak.

## Rokonsági viszonyai
A Rhipsalidopsis subgenus tagja. Közeli rokona a Hatiora rosea fajnak, mellyel a Hatiora × graeseri nevű hibridet képezi. Korábban a Schlumbergera russelliana fajjal együtt sorolták a Schlumbergera nemzetségbe, melyet azonban átértelmeztek, így a korábban Zygocactus truncatus néven ismert faj Schlumbergera truncata nevet kapott, a korábbi Schlumbregera gaertneri-t pedig Hatiora gaertneri néven más nemzetségbe sorolták át.  A névváltozások miatt máig sokan tévesztik össze a Schlumbergera truncata és a Hatiora gaertneri fajokat.